# Basile de Koch
Pour les articles homonymes, voir Tellenne, Basil de Koch et bacille de Koch.
Bruno Tellenne, dit Basile de Koch, né le 22 novembre 1951 à Neuilly-sur-Seine, est un écrivain, humoriste et chroniqueur français.

## Biographie

### Famille et études
Bruno Tellenne est le fils de Guy Tellenne (1909-1993, ancien élève de l'École normale supérieure, poète, haut fonctionnaire au ministère de la Culture et sous-directeur de l'Institut français d'Athènes, et d’Henriette Annick Lemoine, animatrice à KTO et auteur de Le Goût de vivre : la recette du bonheur,.
Après des études secondaires au lycée Saint-Louis-de-Gonzague à Paris, il obtient une maîtrise de droit et un DEA de science politique.
Durant ses études, il fonde avec divers compères, dont ses frères Éric (dit « Raoul Rabut ») et Marc (dit « Karl Zéro »), le Groupe d’intervention culturelle (GIC) Jalons, spécialisé dans les canulars et les publications parodiques, dont il est depuis le « président à vie auto-proclamé ». C'est dans ce cadre qu'il adopte le pseudonyme de Basile de Koch (calembour sur « bacille de Koch »). Par la suite, sa femme Frigide Barjot co-dirige le groupe avec lui. La vie publique de Jalons commence en 1985 avec sa première manifestation, au métro Glacière, contre le froid — « Verglas assassin, Mitterrand complice » — et son premier pastiche, Le Monstre (parodiant le journal Le Monde). Il sera suivi d’une dizaine d’autres.
En 1994, il épouse Virginie Merle, dite Frigide Barjot, avec qui il a deux enfants.

### Relations avec le monde politique
Ancien assistant parlementaire, Bruno Tellenne a travaillé de 1977 à 1981 pour l'UDF et notamment pour Raymond Barre et Simone Veil. Il a travaillé simultanément pour le Club de l'horloge, qui l'a salarié. Selon certains, il aurait dans ce cadre participé à la rédaction (avec Alain de Benoist ou Pierre Vial) de l'ouvrage L'avenir n'est écrit nulle part, signé par Michel Poniatowski. Il a en tout cas participé à l'écriture de l'ouvrage collectif du Club de l'horloge, dirigé par Jean-Yves Le Gallou, La Préférence nationale: réponse à l'immigration (1985),.
Il travaille ensuite exclusivement, à partir de 1982, pour Charles Pasqua, en tant que rédacteur de ses discours au Sénat, puis au ministère de l'Intérieur et au conseil général des Hauts-de-Seine.
Il met à profit cette connaissance du « dessous des cartes » pour brosser divers portraits vitriolés des principaux acteurs de la politique française,.
Basile de Koch se vante de n’avoir « jamais adhéré à un mouvement dont il ne fut pas le fondateur. »
Pour avoir bénéficié d'un emploi fictif au conseil général de l'Essonne, il est condamné avec Xavière Tiberi, par la cour d'appel de Paris, le 15 janvier 2001, à une peine d'emprisonnement assortie d'un sursis.

### Chroniqueur
Basile de Koch a donné des articles à Défense de l'Occident sous le nom de plume « Bruno Touvenel ». Il est chroniqueur à l'hebdomadaire Voici dans la rubrique « La nuit, c'est tous les jours ». Il tient également une chronique sur la télévision dans l'hebdomadaire Valeurs actuelles et collabore régulièrement au magazine et au site Causeur.fr, fondés par Élisabeth Lévy. En octobre 2013, il fait partie des 19 premiers signataires de « Touche pas à ma pute ! Le manifeste des 343 "salauds" », publié par Causeur pour protester contre les sanctions qui pourraient toucher les clients des prostituées.

#### Loisirs
Il se décrit comme lecteur assidu de Jules Renard, G. K. Chesterton et Simon Leys, admirateur de South Park et des frères Coen,.

## Ouvrages
- Coauteur de tous les livres publiés par le groupe Jalons :
  - Élysez-les tous !, éditions Olivier Orban, 1988
  - Politique, mode d'emploi : comment gagner beaucoup d'argent, séduire toutes les filles et avoir des timbres gratuits, Presses de la Cité, 1994
  - Les dossiers secrets des renseignements généraux : volés sur le bureau de Charles Pasqua, Michel Lafon, 1995
  - Le monde d'Anne-Sophie, Michel Lafon, 1997
- Sous son seul nom :
  - Le manifeste foutiste : traité de sagesse à l'usage des petits et des glands (avec Frigide Barjot), Éditions Jean-Claude Lattès, 2000  (ISBN 2-7096-2125-8)
  - Histoire de France de Cro-Magnon à Jacques Chirac (illustrations de Luc Cornillon), La Table Ronde, 2004  (ISBN 2-7103-2736-8) (la première édition, en 1996, créditait Les Jalons)
  - Avec Frigide Barjot, J'éduque mes parents, Paris, JC Lattès, 2004, 206 p.
  - Histoire universelle de la pensée de Cro-Magnon à Steevy (préface de Philippe Muray), La Table Ronde, 2005  (ISBN 2-7103-2812-7)
  - Histoire universelle des religions de Cro-Magnon à Raël (préface de Jean-François Colosimo), La Table Ronde, 2006  (ISBN 2-7103-2898-4)
  - Avec Frigide Barjot, Manuel de survie de la femme moderne, Paris, Presses de la Renaissance, 2007, 223 p.  (ISBN 978-2750903312).
  - Manuel d'inculture générale, Flammarion, 2009  (ISBN 2-08-122284-1)
  - Le Cahier de vacances catho, Éditions du Cerf, 2015
  -  Les pastiches de Jalons 1985-2015, Éditions du Cerf, 2015
  - Avec Luc Cornillon, Histoire de France. De Cro-Magnon à Emmanuel Macron, Paris, Flammarion, 2017, 131 p.
  - Avec Richard de Seze, Les trente-trois meilleures blagues de Jésus, Paris, Le Cerf, 2021, 159 p.  (ISBN 978-2204147668).